# ماكسيمو (مصارع محترف)
ماكسيمو (بالإسبانية: Maximo)‏ هو مصارع محترف مكسيكي، ولد في 8 نوفمبر 1980 في مدينة مكسيكو في المكسيك.

## روابط خارجية
- ماكسيمو على موقع CageMatch worker (الإنجليزية)